# L'Enfer blanc (téléfilm)
Pour le film de Charles Haid, voir L'Enfer blanc.
Pour plus de détails, voir Fiche technique et Distribution.
L'Enfer blanc ou Angoisse dans la neige au Québec (Snowbound: The Jim and Jennifer Stolpa Story) est un téléfilm américain réalisé par Christian Duguay et diffusé en 1994.
Il est basé sur l'histoire vraie de Jim et Jennifer Stolpa et leur fils Clayton âgé de cinq mois. Alors qu'ils se rendaient chez de la famille dans l'Idaho, ils se sont retrouvés bloqués et coupés du monde pendant plusieurs jours entre décembre 1992 et janvier 1993 sur une route totalement enneigée et impraticable des Montagnes Rocheuses au nord du Nevada. 

## Synopsis
Deux jours après avoir passé les fêtes de Noël chez ses parents, Jim Stolpa, un jeune militaire de 21 ans, apprend que sa grand-mère, vivant dans l'Idaho, est morte des suites d'une attaque cardiaque. Aussitôt, le jeune homme décide de quitter sa maison de Castro Valley en Californie en compagnie de son épouse, Jennifer, et de leur bébé, Clayton, âgé cinq mois, pour se rendre à l'enterrement, malgré les craintes de ses parents au vu de la météo. Ils font la route à bord d'une Dodge Dakota rouge qui leur a été prêtée par Jason, le petit frère de Jennifer. 
Alors qu'ils sont dans le nord du Nevada, une tempête de neige se déclenche et les routes principales ferment en raison de leur impraticabilité. Malgré ces conditions climatiques particulièrement mauvaises, Jim emprunte une route secondaire, montagneuse et désertique des Rocheuses qui doit les conduire directement à Pocatello. Au bout d'une centaine de kilomètres parcourue, la famille se retrouve prise au piège et coincée sur une route solitaire et totalement enneigée, dans le nord du Nevada, à l'est de la ville de Cedarville en Californie. Les tentatives de faire demi-tour avec la voiture n'aboutissent pas.
Avec quelques fournitures pour survivre, le jeune couple attend quelques jours dans la voiture en espérant que quelqu'un passe pour les secourir. Jennifer commence à allaiter Clayton de nouveau, alors qu'il était presque sevré. Dans le même temps, les parents de Jim signalent la disparition du couple et de leur enfant, mais dans un premier temps aucune procédure n'est déclenchée par les autorités.
Lorsque Jennifer et Jim se rendent compte qu’ils ne seront pas retrouvés, et que les réserves de nourriture s'épuisent, de même que l’essence qui sert à chauffer la voiture, Jim décide finalement, le quatrième jour, de marcher jusqu’à la route principale à environ 30 kilomètres de là, espérant y trouver de l’aide. Cependant, Jennifer n’est pas prête à rester seule et souhaite qu'ils y aillent tous ensemble. 
Après avoir enfilé plusieurs couches de vêtements, et tirant leur bébé dans une housse à vêtements, Jim et Jennifer se mettent à marcher dans le paysage enneigé et glacé dans le but de rejoindre la route principale. Après une journée de marche, ils se rendent compte qu’ils se sont égarés. Ils trouvent alors refuge dans une grotte. Jim décide de repartir dans l'autre sens pour chercher de l'aide, pendant que son épouse et Clayton attendent dans la grotte. Entre-temps, les parents de Jim ont lancé une vaste campagne médiatique dans la presse et à la télévision pour médiatiser la disparition du jeune couple et du bébé. Cependant, le temps est trop mauvais pour lancer une recherche par hélicoptère.
Après une autre journée dans la neige et sur le point d'être complètement épuisé, Jim voit le pick-up d’un agent routier au loin. Celui-ci le recueille. Souffrant d’hypothermie et handicapé par les gelures, Jim s'empresse de donner tous les détails du lieu où se trouve la grotte dans laquelle son épouse et son enfant sont cachés. Au bout d'une journée, une équipe de secours voyageant avec une dameuse trouve Jennifer et Clayton dans la grotte. Le nourrisson est diagnostiqué avec une hypothermie et un déficit d'hydratation, mais il s'en sort indemne. Jim et Jennifer doivent quant à eux subir des amputations partielles sur leurs pieds en raison de graves gelures ; le couple devra se déplacer avec un fauteuil roulant pendant plusieurs mois avant de pouvoir remarcher. 

## Fiche technique
- Titre original : Snowbound: The Jim and Jennifer Stolpa Story
- Titre français : L'Enfer blanc
- Titre québécois : Angoisse dans la neige
- Réalisation : Christian Duguay
- Scénario : Jonathan Rintels
- Musique : Louis Natale
- Photographie : Peter F. Woeste
- Casting : Shana Landsburg
- Montage : George Appleby
- Décors : Mary-Lou Storey
- Costumes : Susan De Laval
- Production : Matthew O'Connor, Lisa Richardson
- Sociétés de production : Jaffe/Braunstein Films, Pacific Motion Pictures et Spectacor Films
- Société de distribution : CBS
- Pays : États-Unis
- Langue : Anglais
- Durée : 92 minutes
- Genre : Drame
- Dates de première diffusion :
  - États-Unis : 9 janvier 1994 sur CBS
  - France : 1er mai 1997 sur M6

## Distribution
- Neil Patrick Harris (VF : Mathias Kozlowski) : Jim Stolpa
- Kelli Williams (VF : Séverine Morisot) : Jennifer Stolpa
- Richard Ian Cox (VF : Christophe Lemoine) : Jason Wicker
- Duncan Fraser : Don Patterson
- Susan Clark : Muriel Mulligan
- Michael Gross (VF : Jean-Luc Kayser) : Kevin Mulligan
- Joy Coghill : Dr. Jorgenson
- Kevin McNulty : Joe Tirado
- Roger Barnes : Steve
- Beverley Elliott : Terri

## Production

### Tournage
Le tournage du téléfilm s'est déroulé dans la province canadienne de la Colombie-Britannique.